# ProjectLibre
ProjectLibre ist eine freie Projektmanagement-Software.

## Lizenz und Erlösmodell
ProjectLibre wird unter der Common Public Attribution License veröffentlicht. Die Free Software Foundation erkennt diese als Freie-Software-Lizenz an, jedoch ist sie nicht GPL-kompatibel und hat nur ein limitiertes Copyleft. Die Open Source Initiative erkennt sie als Open-Source-Lizenz an.
Derzeit ist der Download von ProjectLibre kostenlos. Die Entwickler planen, sobald auch eine Serverversion fertiggestellt ist, ProjectLibre und/oder ProjectLibre Server alternativ zum kostenlosen Download als kostenpflichtige Software as a Service anzubieten, im Sinne einer auf ihren Servern gehosteten Dienstleistung.

## Ursprung
Die ursprünglichen Entwickler von OpenProj hatten ihre Rechte an OpenProj im Rahmen einer Unternehmensübernahme an das Unternehmen Serena Software veräußert. Seitdem ist OpenProj nicht mehr weiterentwickelt worden.
Nach ungefähr vier Jahren beschlossen die ursprünglichen Entwickler, einen OpenProj ergänzenden Server zu entwickeln, vergleichbar mit dem Server-Client-Verhältnis von Microsoft Project Server zu Microsoft Project. Im Verlauf der Entwicklung erkannten sie jedoch, dass die Tatsache, dass OpenProj während der letzten vier Jahre nicht mehr aktualisiert wurde, problematisch für ihr Ziel sei. Somit mussten sie die Entwicklung des Servers zurückstellen und zuerst eine aktualisierte Version von OpenProj entwickeln.
Diese Version wurde dann als Fork mit dem Namen ProjectLibre im August 2012 als eigenständiges Projekt veröffentlicht. Der ergänzende Server ist derzeit noch in Entwicklung und wird ProjectLibre Server heißen.

## Beschreibung und Funktionen
ProjectLibre ist eine in Java geschriebene Anwendung und dadurch plattformunabhängig als Desktop-Anwendung oder in einem Internet-Browser lauffähig. Es handelt sich um eine Stand-Alone-Anwendung. Von den Entwicklern ist jedoch auch eine Server-Variante namens ProjectLibre Server angekündigt, zu welcher sich ProjectLibre im Sinne eines Clienten verbinden können wird.
ProjectLibre nutzt die Netzplantechnik.
Die aktuelle Version beinhaltet die folgenden Features:
- Leistungswertanalyse
- Gantt-Diagramme
- PERT-Diagramme
- Ressourcenstrukturpläne
- Aufgabe Nutzungsberichte
- Projektstrukturpläne
- Import und Export von Microsoft-Project-2010-Dateien
- Drucken
- PDF-Export (ohne Restriktionen)
- neue Ribbon-Benutzeroberfläche

## Verhältnis zu Microsoft Project
ProjectLibre wird von den Entwicklern als „Microsoft-Project-Ersatz“ vermarktet. Dies bezieht sich zum einen auf die optische und funktionelle Nachahmung von Microsoft Project und zum anderen auf die Möglichkeit, Microsoft-Project-2010-Dateien öffnen und schreiben zu können. Bei letzterem kann es je nach Komplexität der Dateien unter Umständen zu Inkompatibilitäten kommen.

## Erfolge und Auszeichnungen
- ProjectLibre wurde im Oktober 2012 von der SourceForge Community zum quelloffenen Projekt des Monats gewählt.[4][5]
- ProjectLibre erhielt am 17. September 2013 von Infoworld.com 2013 einen "Bossie"-Preis[6]